# Каменович, Димитрие
Дими́трие Каме́нович (серб. Димитрије Каменовић; родился 16 июля 2000 года, Пирот, СРЮ) — сербский футболист, защитник итальянского футбольного клуба «Лацио», выступающий на правах аренды за клуб «Ивердон-Спорт».

## Клубная карьера
Димитрие Каменович является воспитанником футбольного клуба «Чукарички». За клуб дебютировал в матче против «Динамо Вране». Свой первый гол забил в ворота «Спартак Суботица». Всего за клуб сыграл 57 матчей, где забил два мяча.
1 июля 2021 года перешёл в «Лацио» за 3 миллиона евро. Однако из-за бюрократических проблем клуб не успел внести депозит и дебют игрока произошёл только в 38-м туре Серии А в матче против футбольного клуба «Эллас Верона».
В январе 2023 года Каменович на правах аренды перешёл в пражскую «Спарту». За клуб дебютировал в матче против «Сигмы». За резервную команду дебют состоялся 6 марта в матче против футбольного клуба «Славия Прага B».

## Карьера в сборной
За сборную Сербии до 15 и 16 лет сыграл 4 матча. За сборную Сербии до 17 лет участвовал в чемпионате Европы, где сыграл в трёх матчах. За сборную Сербии до 19 и 21 года сыграл 23 матча, где забил 2 мяча.